# Attori di provincia
Attori di provincia (Aktorzy prowincjonalni) è un film del 1979 diretto da Agnieszka Holland, al suo debutto in un lungometraggio.
Nel 1980 è stato presentato alla 33ª edizione del Festival di Cannes, nella sezione Settimana internazionale della critica, aggiudicandosi il premio FIPRESCI.

## Trama
Il regista Slawomir Szczepan si trasferisce da Varsavia in un piccolo teatro della provincia polacca per dirigere la messa in scena di Liberazione di Stanisław Wyspiański, uno dei drammi più importanti della letteratura polacca. Gli attori sperano che sia la loro grande occasione per abbandonare la provincia e l'allestimento della pièce andrà avanti tra contrasti, gelosie e piccoli litigi, oltre alla crisi coniugale tra il primo attore Krzystof e sua moglie Anka, diventata burattinaia dopo aver abbandonati gli studi di medicina.

## Distribuzione
Il film venne distribuito in Polonia a partire dal 10 agosto 1979. Nel settembre dello stesso anno venne presentato al Festival Internazionale del Cinema di Figueira da Foz in Portogallo.

### Date di uscita
- Polonia (Aktorzy prowincjonalni) - 10 agosto 1979
- Paesi Bassi (Acteurs uit de provincie) - 28 agosto 1980
- Stati Uniti d'America (Provincial Actors) - marzo 1983
- Ungheria (Vidéki színészek) - 25 agosto 1983

## Critica
Il critico Morando Morandini nel suo dizionario riporta: «Ottimo esordio nella regia della Holland, ex aiuto di Wajda e Zanussi, con una commedia in cui il sarcasmo ironico sull'ambiente teatrale ha risvolti di metafora politica e di amara riflessione esistenziale sulla mediocrità degli uomini, le loro speranze, le loro illusioni».

## Riconoscimenti
- 1979 - Festival del cinema polacco
  - Miglior attrice a Halina Łabonarska
- 1980 - Festival di Cannes
  - Premio FIPRESCI per il miglior film